# Элементарно (1-й сезон)
Первый сезон американской криминальный драмы «Элементарно» вышел на телеканале CBS 27 сентября 2012 года, а заключительная серия сезона вышла 16 мая 2013 года. Всего в сезоне двадцать четыре эпизода. Сериал создан Робертом Доэрти, главные роли исполняют Люси Лью и Джонни Ли Миллер.

## Сюжет
Британский сыщик Шерлок Холмс — бывший наркоман, который был отправлен в Нью-Йорк на лечение в реабилитационный центр, а по завершении лечения остался в Бруклине как консультант нью-йоркской полиции. В расследованиях ему помогает его компаньон-наблюдатель доктор Джоан Ватсон, нанятая его отцом.

## В ролях

### Основной состав
- Джонни Ли Миллер — Шерлок Холмс, британский детектив и пчеловод-любитель.
- Люси Лью — доктор Джоан Ватсон (урождённая Джоан Юн), куратор трезвости Холмса. В прошлом была хирургом.
- Джон Майкл Хилл — детектив Маркус Белл, подчинённый Грегсона, с которым Холмс регулярно сотрудничает.
- Эйдан Куинн — капитан Томас Грегсон, глава 11-го участка департамента полиции Нью-Йорка.

### Второстепенный состав
- Линда Эмонд — Доктор Кэндис Рид
- Натали Дормер — Джейми Мориарти / Ирен Адлер
- Ато Эссандо — Альфредо Ламоса

## Эпизоды
| № общий | № в сезоне | Название                                                                  | Режиссёр         | Автор сценария                                     | Дата премьеры    | Зрители в США (млн) |
| --- | ---------- | ------------------------------------------------------------------------- | ---------------- | -------------------------------------------------- | ---------------- | ------------------- |
| 1 | 1          | «Pilot» «Пилот»                                                           | Майкл Куэста     | Роберт Доэрти                                      | 27 сентября 2012 | 13,41               |
| Холмс расследует проникновение со взломом. Хозяин дома заявляет об исчезновении жены. |            |                                                                           |                  |                                                    |                  |                     |
| 2 | 2          | «While You Were Sleeping» «Пока ты спала»                                 | Джон Коулз       | Роберт Доэрти                                      | 4 октября 2012   | 11,13               |
| Кто-то убивает незаконнорождённых детей богатого бизнесмена. Под подозрение попадает законная дочь бизнесмена, но у неё железное алиби — кома. |            |                                                                           |                  |                                                    |                  |                     |
| 3 | 3          | «Child Predator» «Охотник за детьми»                                      | Род Холкомб      | Питер Блейк                                        | 18 октября 2012  | 10,91               |
| Шерлок и Ватсон занимаются делом о похищении ребёнка, в котором замешан серийный убийца по прозвищу «Человек с шариками». Фирменный знак преступника — связка воздушных шаров, всегда остающаяся на месте преступления. |            |                                                                           |                  |                                                    |                  |                     |
| 4 | 4          | «The Rat Race» «Крысиные бега»                                            | Розмари Родригес | Крэйг Суини                                        | 25 октября 2012  | 10,31               |
| Холмс разыскивает пропавшего финансиста крупной инвестиционной компании. В ходе расследования открывается целая серия преступлений, жертвой одного из которых чуть не становится сам Шерлок. Ему удаётся спастись, используя дедуктивные способности Джоан, которые она тренирует и применяет в том числе и на серии свиданий. |            |                                                                           |                  |                                                    |                  |                     |
| 5 | 5          | «Lesser Evils» «Меньшее зло»                                              | Колин Бакси      | Лиз Фридмен                                        | 1 ноября 2012    | 10,49               |
| Преступник убивает в больнице пациентов, находящихся при смерти, обставляя всё так, как будто они умерли по естественным причинам. Параллельно Холмс узнаёт подробности, касающиеся решения Джоан отказаться от карьеры хирурга. |            |                                                                           |                  |                                                    |                  |                     |
| 6 | 6          | «Flight Risk» «Риск полёта»                                               | Дэвид Платт      | Коринн Бринкерхофф                                 | 8 ноября 2012    | 10,90               |
| Шерлок находит странные обстоятельства крушения небольшого самолёта — пассажир умер до аварии. Тем временем Джоан уговаривает Шерлока встретиться с отцом. |            |                                                                           |                  |                                                    |                  |                     |
| 7 | 7          | «One Way To Get Off» «Единственный выход»                                 | Сет Манн         | Кристофер Силбер                                   | 15 ноября 2012   | 10,75               |
| Шерлок расследует двойное убийство, своим почерком напоминающее серию убийств тринадцатилетней давности. Тем временем Ватсон посещает реабилитационный центр, в котором пребывал Холмс, и узнаёт о его отношениях с Ирэн Адлер. |            |                                                                           |                  |                                                    |                  |                     |
| 8 | 8          | «The Long Fuse» «Длинный запал»                                           | Эндрю Бернштейн  | Джеффри Пол Кинг                                   | 29 ноября 2012   | 10,46               |
| Расследуя взрыв в офисе, Шерлок раскрывает преступление, которое долгие годы оставалось неизвестным. В это время Ватсон склоняет Холмса найти ей замену. |            |                                                                           |                  |                                                    |                  |                     |
| 9 | 9          | «You Do It For Yourself» «Ты делаешь это ради себя»                       | Фил Абрахам      | Питер Блейк                                        | 6 декабря 2012   | 10,31               |
| Профессор колледжа убит двумя выстрелами в глаза. Детектив Маркус Белл помогает Холмсу выйти на подпольное китайское казино, но Шерлока не устраивает версия убийства с целью ограбления — слишком уж вычурным выглядит способ убийства. Джоан же самостоятельно разбирается с угоном автомобиля, спасая своего бывшего парня-наркомана от ложного обвинения. |            |                                                                           |                  |                                                    |                  |                     |
| 10 | 10         | «The Leviathan» «Левиафан»                                                | Питер Вернер     | Коринн Бринкерхофф и Крэйг Суини                   | 13 декабря 2012  | 10,46               |
| От Шерлока требуется расследование вскрытия банковского хранилища под названием «Левиафан», которое считали неприступным. Тем временем Джоан приятно удивлена, когда Шерлок встречается с её семьёй и поддерживает её решение стать куратором трезвости для реабилитирующихся. |            |                                                                           |                  |                                                    |                  |                     |
| 11 | 11         | «Dirty Laundry» «Грязное бельё»                                           | Джон Коулз       | Лиз Фридмен и Кристофер Силбер                     | 3 января 2013    | 11,44               |
| Шерлок и Джоан расследуют убийство управляющего роскошного отеля на Манхэттене. Её тело найдено в стиральной машине в прачечной. Контракт Ватсон по опеке Холмса заканчивается, Шерлок предлагает ей пройти у него обучение. |            |                                                                           |                  |                                                    |                  |                     |
| 12 | 12         | «M.» «M.»                                                                 | Джон Полсон      | Роберт Доэрти                                      | 10 января 2013   | 11,48               |
| Шерлок сталкивается с М. — загадочной личностью из британского преступного мира, которая прибыла следом за ним и в Нью-Йорк. Однако оказывается, что Холмса преследует не сам М., а другой М. Личная заинтересованность Холмса приводит его к конфликту с законом, который выливается в лишение статуса консультанта полиции. Тем временем Джоан собирается оставить Шерлока и заняться новым клиентом. |            |                                                                           |                  |                                                    |                  |                     |
| 13 | 13         | «The Red Team» «Красная команда»                                          | Кристин Мур      | Джеффри Пол Кинг и Крэйг Суини                     | 31 января 2013   | 10,90               |
| Шерлок расследует убийство сторонника теории заговора и обнаруживает целую серию убийств. Дело оказывается связанным с национальной безопасностью, однако мотив устранения членов «Красной команды» остаётся неясным. В это время Ватсон пытается заключить мир между Шерлоком и Грегсоном. |            |                                                                           |                  |                                                    |                  |                     |
| 14 | 14         | «The Deductionist» «Гений дедукции»                                       | Джон Полсон      | Крэйг Суини и Роберт Доэрти                        | 3 февраля 2013   | 20,80               |
| Шерлок идёт по следу непредсказуемого преступника Мартина Энниса, чтобы предупредить его следующий удар. Во время расследования Шерлок вынужден работать параллельно с сотрудницей ФБР, занимающейся составлением психологических портретов преступников. Холмса раздражает факт, что он сам стал объектом анализа психолога и пытается опровергнуть негативный прогноз, одновременно опасаясь его свершения. Тем временем, Ватсон выселяют из её квартиры. |            |                                                                           |                  |                                                    |                  |                     |
| 15 | 15         | «A Giant Gun, Filled with Drugs» «Огромная пушка, заряженная наркотиками» | Гай Ферленд      | Кристофер Силбер, Коринн Бринкерхофф и Лиз Фридмен | 7 февраля 2013   | 10,84               |
| Шерлок помогает своему старому другу-наркоторговцу вернуть похищенную дочь. Неизвестно, что даётся ему сложнее — поиск похитителей или борьба с искушениями из прошлой жизни. |            |                                                                           |                  |                                                    |                  |                     |
| 16 | 16         | «Details» «Детали»                                                        | Санаа Хамри      | Роберт Доэрти, Джеффри Пол Кинг и Джейсон Трэйси   | 14 февраля 2013  | 10,98               |
| На детектива Маркуса Белла совершается покушение, за которым следует убийство подозреваемого. Холмс выясняет, кто пытался подставить Белла. |            |                                                                           |                  |                                                    |                  |                     |
| 17 | 17         | «Possibility Two» «Вторая возможность»                                    | Сет Манн         | Марк Гоффман                                       | 21 февраля 2013  | 11,19               |
| Богатый филантроп болен тяжёлым генетическим заболеванием, но при этом уверен, что его намеренно заразили. Холмс тренирует дедуктивные способности Джоан, раз за разом отправляя её в странную химчистку. |            |                                                                           |                  |                                                    |                  |                     |
| 18 | 18         | «Déjà Vu All Over Again» «Повсюду дежавю»                                 | Джерри Левайн    | Брайан Роденбек                                    | 14 марта 2013    | 11,33               |
| Дело о пропавшей женщине странным образом оказывается связано с «женщиной с цветами», которую столкнули под поезд в метро. Шерлок предлагает Джоан самостоятельно заняться поиском пропавшей, сам же берётся за происшествие в метро. Ватсон терпит неудачу и попадает в неприятности. К тому же старые друзья не одобряют её эксперименты в профессиональной сфере. Джоан готова бросить всё, но Шерлок предлагает ей объединить усилия по обоим делам. В результате Джоан вносит свой весомый вклад в раскрытие преступления и принимает звание «детектив-консультант».                                                                                      |            |                                                                           |                  |                                                    |                  |                     |
| 19 | 19         | «Snow Angels» «Снежные ангелы»                                            | Эндрю Бернштейн  | Джейсон Трэйси                                     | 4 апреля 2013    | 10,48               |
| Во время вооружённого ограбления убит охранник, похищен целый ящик новой модели мобильного телефона накануне его официальной презентации. Холмс быстро находит украденные телефоны и выясняет, что этим преступники отвлекали внимание от подготовки к грандиозному ограблению операционного центра Федерального резервного банка Нью-Йорка во время снежного бурана, накрывшего город. Отключено электричество, не работает общественный транспорт, дороги занесены снегом. Шерлок и Джоан выходят в снежную мглу, чтобы противостоять преступникам. В гостях у Холмса появляется мисс Хадсон — старая знакомая из Лондона.                                   |            |                                                                           |                  |                                                    |                  |                     |
| 20 | 20         | «Dead Man's Switch» «Подмена мертвеца»                                    | Ларри Тэн        | Кристофер Силбер и Лиз Фридмен                     | 25 апреля 2013   | 10,07               |
| Холмс уклоняется от празднования года жизни без наркотиков. Его наставник в программе отказа Альфредо просит помочь в деле о шантаже родителей изнасилованной девушки. Шантажистом оказывается Чарльз Огастес Милвертон, что напрямую отсылает к рассказу «Конец Чарльза Огастеса Милвертона» из сборника «Возвращение Шерлока Холмса». Однако в новой интерпретации сюжет оказывается гораздо запутаннее. |            |                                                                           |                  |                                                    |                  |                     |
| 21 | 21         | «A Landmark Story» «Веха истории»                                         | Питер Вернер     | Коринн Бринкерхофф                                 | 2 мая 2013       | 9,75                |
| Себастьян Моран вызывает Холмса в тюрьму, чтобы сообщить об очередных преступлениях Мориарти. Шерлок одного за другим находит новых сообщников Мориарти, но он изощрённо устраняет всех, кто может дать Холмсу ниточки к разгадке тайны. |            |                                                                           |                  |                                                    |                  |                     |
| 22 | 22         | «Risk Management» «Управление рисками»                                    | Лиз Фридмен      | Лиз Фридмен и Роберт Доэрти                        | 9 мая 2013       | 9,29                |
| Мориарти просит Холмса расследовать внешне непримечательное убийство автомеханика, взамен обещая предоставить исчерпывающую информацию об Ирэн Адлер. В процессе работы над делом Шерлок сталкивается с человеком, который как и он сам, одержим жаждой мести за близкого человека. Холмс понимает, что Мориарти играет с ним, зная заранее обстоятельства этого преступления, но уверен в собственной безопасности. Джоан же всерьёз обеспокоена за свою жизнь, в чём её поддерживает капитан Грегсон и сам Шерлок, однако она отправляется со своим компаньоном по указанному Мориарти адресу. Там Холмс обнаруживает персону, знакомую по лондонским делам. |            |                                                                           |                  |                                                    |                  |                     |
| 23 | 23         | «The Woman» «Та женщина»                                                  | Сет Манн         | Роберт Доэрти и Крэйг Суини                        | 16 мая 2013      | 8,98                |
| Потрясённый и выведенный из равновесия последними событиями, Холмс отстраняется от поиска Мориарти, предоставив возможность Ватсон действовать самостоятельно, и она достигает некоторых успехов. В серии показываются воспоминания Шерлока о его знакомстве и отношениях с Ирэн Адлер. |            |                                                                           |                  |                                                    |                  |                     |
| 24 | 24         | «Heroine» «Героин»                                                        | Джон Полсон      | Крэйг Суини и Роберт Доэрти                        | 16 мая 2013      | 8,98                |
| Шерлок встречается лицом к лицу с Мориарти. Пытаясь разгадать замыслы Мориарти, Холмс срывается. Но реальность не всегда такая, какой кажется на первый взгляд. |            |                                                                           |                  |                                                    |                  |                     |

## Производство

### Разработка
23 октября 2012 года телеканал CBS заказал полный сезон сериала.